# Mira (astronomia)
Mira (ο Cet / ο Ceti / Omicron Ceti) è una stella variabile pulsante che ha dato il nome alla classe delle variabili Mira. Si trova nella costellazione della Balena ed è stata la prima stella variabile a essere scoperta (se si escludono novae, supernovae e la strana Eta Carinae) ed è la più luminosa tra le variabili periodiche che scompaiono alla vista a occhio nudo durante parte del loro ciclo. La sua distanza era stimata in 220 anni luce prima del lancio del satellite Hipparcos, che ha inizialmente calcolato una distanza di 409 anni luce (1997); una successiva revisione dei dati di parallasse (2007) ha ridimensionato tale distanza a 299 anni luce, con un margine d'errore dell'11%

## Osservazione
Mira è situata nell'emisfero celeste australe, ma molto in prossimità dell'equatore celeste; ciò comporta che possa essere osservata da tutte le regioni abitate della Terra senza alcuna difficoltà e che sia invisibile soltanto nelle zone dell'Artide con latitudine più prossima ai 90°. Nell'emisfero sud invece appare circumpolare solo in prossimità del polo sud.
Quando si trova al massimo della sua luminosità la si può scorgere a occhio nudo nella parte centrale della propria costellazione, poco a sud-ovest di α Ceti, la stella più luminosa della costellazione, e poco a nord-est di ζ Ceti e τ Ceti, che può superare in brillantezza quando è al massimo. Tuttavia il periodo di massima luminosità del suo ciclo di variabilità è minore rispetto al periodo in cui si trova al minimo, di conseguenza spesso è necessario un binocolo o un piccolo telescopio per poterla scorgere.

## Storia delle osservazioni
Sono state fatte molte ipotesi sull'eventualità che la variabilità di Mira possa essere stata osservata nell'Antica Cina, in Babilonia e in Grecia, tuttavia non esistono prove certe al riguardo. Certamente la storia di Algol (la cui variabilità è nota solo dal 1667, ma sulla quale l'esistenza di leggende che risalgono all'antichità dimostra come sia stata osservata con sospetto per millenni) suggerisce che anche Mira possa essere stata notata prima. Karl Manitius, un traduttore del Commento su Arato di Ipparco, ha suggerito che alcune frasi di quel testo del II secolo a.C. possano riferirsi a Mira. Gli altri grandi dell'astronomia occidentale pre-telescopica - Tolomeo, al-Sufi, Ulugh Beg e Tycho Brahe - non mostrano di sapere niente di Mira, neppure come stella normale. Ci sono tre osservazioni di Mira negli archivi cinesi e coreani, nel 1596, nel 1070 e nello stesso anno in cui Ipparco avrebbe fatto le sue osservazioni (134 a.C.) che sono suggestive, ma la pratica cinese di identificare le osservazioni in modo non più preciso di una costellazione cinese rende difficile essere certi che stiano parlando proprio di Mira.

### Variabilità
Le prime notizie certe riguardo alla variabilità della stella sono una serie di osservazioni dall'astronomo David Fabricius, a partire dal 3 agosto 1596. Durante le sue osservazioni del pianeta Mercurio (in seguito identificato come Giove), Fabricius ebbe bisogno di una stella di riferimento per misurarne la posizione, e scelse una vicina stella anonima di terza magnitudine. Quando la riosservò il 21 agosto, si accorse che la stella aveva incrementato la sua luminosità di una magnitudine, e che invece in ottobre era così debole da scomparire alla vista. Fabricius pensò che fosse una nova, ma la rivide il 16 febbraio 1609 (cosa che in genere non succede con le novae).

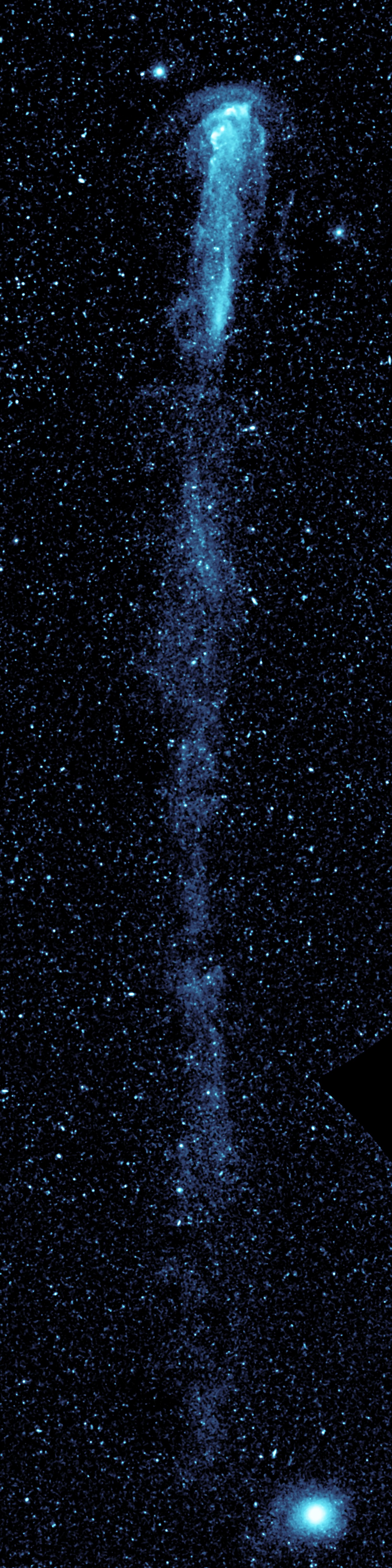
Coda di Mira A.

Il primo vero scopritore della variabilità della stella è probabilmente Johann Holwarda, che riuscì a determinare il periodo delle riapparizioni di questa stella, di circa undici mesi. Johannes Hevelius la stava osservando negli stessi anni e la chiamò Mira (in latino "meravigliosa") nel suo lavoro Historiola Mirae Stellae del 1662, perché si comportava come nessun'altra stella. Ismail Bouillaud perfezionò la stima del periodo a 333 giorni, sbagliando di meno di un giorno rispetto al valore moderno di 332 (poiché le variabili Mira variano lentamente il loro periodo col tempo, la stima di Bouillaud potrebbe anche essere stata esatta per la sua epoca). Dopo questa scoperta, Mira divenne il prototipo di questa classe di variabili a lungo periodo.

### Scoperta della coda
Il 15 agosto 2007 esce sulla rivista Nature uno studio dell'équipe del prof. Christopher Martin del California Institute of Technology di Pasadena che descrive una coda di 13 anni luce composta di gas stellari prodotti negli ultimi 30.000 anni dalla stella. La coda è stata individuata grazie alle osservazioni del telescopio spaziale Galaxy Evolution Explorer.

## Caratteristiche fisiche
Mira, insieme con le altre 6.000 stelle circa dello stesso tipo oggi conosciute, facenti parte della classe delle variabili Mira, è una gigante rossa tra le più fredde che si conoscano, con una temperatura, variabile, che al minimo supera di poco i 2000 K, la cui superficie oscilla in modo da aumentare e diminuire la propria luminosità in periodi che vanno da 80 giorni a più di 1.000.
Miliardi di anni fa Mira era una stella simile al Sole, mentre ora è ormai giunta nelle ultime fasi della sua evoluzione. Nel diagramma H-R si trova nel Ramo asintotico delle giganti, in una fase durante la quale brucia idrogeno ed elio in due gusci esterni a un nucleo degenere composto da carbonio e ossigeno. La relativa vicinanza al Sole permette di misurarne il suo raggio, anche se, trattandosi di una stella pulsante, la dimensione è variabile. Misure interferometriche in luce visibile di Mira stimano il raggio attorno alle 2 UA, e circa del doppio se misurato in luce infrarossa; se Mira fosse al posto del Sole ingloberebbe non solo la Terra, ma si estenderebbe fin oltre l'orbita di Marte
Anche temperatura e luminosità sono variabili: nel caso particolare di Mira, il suo aumento di luminosità la porta fino alla magnitudine apparente 3,5 in media, il che significa una stella facilmente visibile a occhio nudo. Eccezionalmente, come il 6 novembre del 1779, arrivò al suo massimo a brillare di magnitudine 2. Una stima media della luminosità di Mira, tenendo conto anche della grande quantità di radiazione infrarossa che emette, è di circa 8.500 volte quella del Sole.
I cicli individuali sono anch'essi variabili: massimi registrati con cura arrivano fino alla magnitudine 2, oppure scendono fino alla magnitudine 4,9 (appena visibile a occhio nudo, e con una differenza di luminosità fino a 15 volte tra i diversi massimi), e ci sono indizi storici che suggeriscono che l'intervallo reale possa essere anche tre volte superiore a questo. I minimi differiscono tra loro molto meno, e sono sempre stati tra 8,6 e 10,1 durante le osservazioni storiche, cioè una differenza di solo un fattore 4. Il cambiamento totale di luminosità tra il minimo più basso e il massimo più alto (cosa che non succede in un singolo ciclo) è di 1.700 volte. La forma della curva di luce è composta da un incremento che dura 100 giorni, seguito da un decremento che dura il doppio.

## Mira B

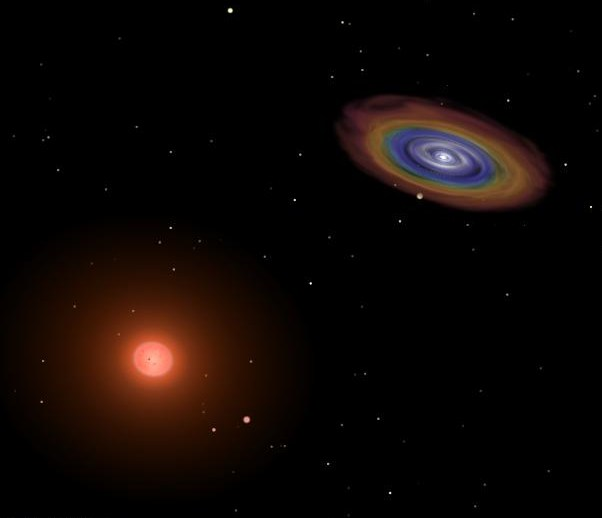
Il sistema di Mira visto in una simulazione con il programma Celestia.

Mira è anche una stella binaria. La stella compagna è stata risolta dal telescopio spaziale Hubble nel 1995, quando si trovava a 70 unità astronomiche dalla primaria; i risultati sono stati annunciati nel 1997. La compagna, Mira B o VZ Ceti, è anch'essa una stella variabile, del tipo nova simbiotica.
La teoria più convincente sulla sua natura è che sia una nana bianca circondata da un disco di accrescimento composto da materia prelevata dalla primaria. Le immagini ultraviolette dell'HST mostrano una spirale di gas che si alza da Mira in direzione di VZ Ceti. Il periodo orbitale della compagna attorno a Mira è di circa 500 anni.
L'attrazione gravitazionale di Mira B forma un ponte gassoso tra le due stelle e avviene un trasferimento di massa dalla gigante rossa alla nana bianca. Uno studio di Sokoloski del 2010 pare confermare definitivamente che Mira B è una piccola e compatta nana bianca.
Come sistema binario visuale Mira Ceti è catalogata nel Washington Double Star Catalog (WDS, edizione 2006.5) come 02193 -0259 JOY 1 Aa, ma è meglio conosciuta dagli osservatori di stelle doppie visuali come ADS 1778 (dalla catalogazione che la doppia aveva nel notissimo catalogo di Aitken del 1934). L'arco d'orbita osservato dalla scoperta, avvenuta nel 1923, a oggi è di circa 25°, insufficiente per il calcolo di elementi orbitali che non siano, nella migliore delle ipotesi, preliminari. La prima determinazione dell'orbita di Mira venne fatta nel 1980 dal noto osservatore francese di stelle doppie visuali Paul Baize (1901-1995). Il periodo stimato allora fu di 400 anni. Già pochi anni dopo l'orbita non rappresentava più le osservazioni che a mano a mano venivano raccolte dagli astronomi e così nel 2002, utilizzando tutte le osservazioni disponibili, l'ultima delle quali fatta con la speckle camera P.I.S.CO. al fuoco cassegrain del telescopio B. Lyot di 2 metri di apertura dell'osservatorio del Pic du Midi nei Pirenei, M. Scardia ricalcolava gli elementi orbitali di o Ceti. In particolare i nuovi valori del periodo e del semiasse maggiore sono ora, rispettivamente, 498 anni e 0,80 secondi d'arco. La massa totale del sistema di Mira, ottenuta utilizzando la terza legge di Keplero e la parallasse trigonometrica misurata dal satellite Hipparcos (pari a 0,00779 secondi d'arco), è di 4,4 masse solari mentre il semiasse maggiore è lungo 102,7 UA. Questo valore della massa totale di Mira è ragionevolmente accettabile, se si considerano l'incertezza dell'orbita e il fatto che il sistema è costituito da una stella di tipo spettrale M7III (2,5 masse solari) e da una stella nana (0,6 masse solari). La precedente determinazione orbitale (Baize, 1980) portava invece a un'eccessiva massa totale del sistema di 8,1 masse solari.